# Punat
Punat (Italiaans: Ponte of Ponte di Veglia) is een gemeente in Kroatië, gelegen op het zuidelijkste deel van het eiland Krk, in de Adriatische Zee. Punat telt 1876 inwoners. De oppervlakte bedraagt 82 km², de bevolkingsdichtheid is 22,9 inwoners per km².

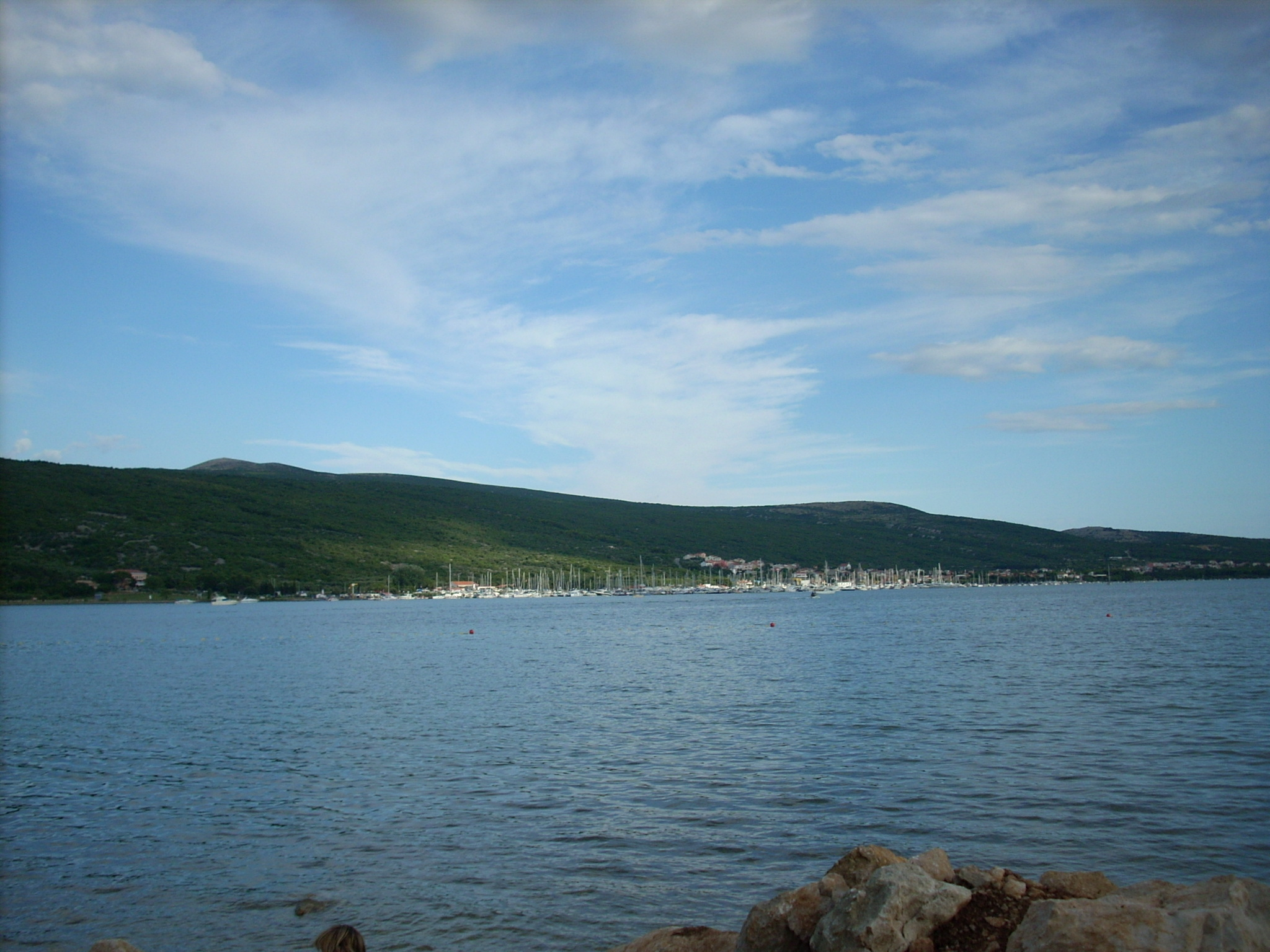

Punat heeft een van de grootste en best ontwikkelde jachthaven van de Adriatische Zee. Punat ligt aan een goed beschermde baai, en is aantrekkelijk voor toeristen, omdat het een erg romantische sfeer heeft die veel mensen aanspreekt. In het midden van de Punat baai ligt het eiland van Kosljun met daarop haar franciscaner kapel en museum. Vanuit Punat is het eiland Cres goed zichtbaar.

## Windsurfen
De minder gevorderde windsurfer heeft hier ook de mogelijkheid om deze sport te bedrijven, de bura wind waait hier maar wel met een zwakkere windsterkte dan bijvoorbeeld op Baska.

### Mediterraans
Punat is het centrum van de olijventeelt met een eigen oliepers en olijvenpluk door toeristen in oktober.
Steden (gradovi): Rijeka · Bakar · Cres · Crikvenica · Čabar · Delnice · Kastav · Kraljevica · Krk · Mali Lošinj · Novi Vinodolski · Opatija · Rab · Vrbovsko

Gemeenten (općine): Baška · Brod Moravice · Čavle · Dobrinj · Fužine · Jelenje · Klana · Kostrena · Lokve · Lopar · Lovran · Malinska-Dubašnica · Matulji · Mošćenička Draga · Mrkopalj · Omišalj · Punat · Ravna Gora · Skrad · Vinodolska · Viškovo · Vrbnik